# Grainville-sur-Ry
Grainville-sur-Ry is een gemeente in het Franse departement Seine-Maritime (regio Normandië) en telt 479 inwoners (1999). De plaats maakt deel uit van het arrondissement Rouen.

## Geografie
De oppervlakte van Grainville-sur-Ry bedraagt 5,4 km², de bevolkingsdichtheid is 88,7 inwoners per km².
De onderstaande kaart toont de ligging van Grainville-sur-Ry met de belangrijkste infrastructuur en aangrenzende gemeenten.

## Demografie
Onderstaande figuur toont het verloop van het inwonertal (bron: INSEE-tellingen).